# Línea 105 (Tranvías Eléctricos del Sud)
La Línea 105 de la empresa Tranways Eléctricos del Sud fue un sistema que operó en Argentina durante la década de 1930. Cubría el recorrido entre Lanús (en el Gran Buenos Aires) y Plaza Constitución (en la Capital Federal). Una unidad de esta línea protagonizó un accidente tranviario en el Riachuelo en el año 1930.

## Recorrido
| uKBHFa |

| uSTRf |

| uSTRf |

| uSTRf |

| uBHF |

| uSTRf |

| uSTRf |

| uhKRZWae |

| uBHF |

| uBHF |

| uBHF |

| uKBHFe |